# Aspalathus florulenta
Aspalathus florulenta är en ärtväxtart som beskrevs av Rolf Martin Theodor Dahlgren. Aspalathus florulenta ingår i släktet Aspalathus och familjen ärtväxter. Inga underarter finns listade i Catalogue of Life.